# Inga splendens
Inga splendens är en ärtväxtart som beskrevs av Carl Ludwig von Willdenow. Inga splendens ingår i släktet Inga och familjen ärtväxter. Inga underarter finns listade i Catalogue of Life.